# Berethalom község
Berethalom község (románul: Comuna Biertan) község Szeben megyében, Romániában. Központja Berethalom, beosztott falvai Nagykapus és Riomfalva.

## Fekvése
Szeben megye északkeleti részén helyezkedik el, Erzsébetvárostól 12, Medgyestől 27 kilométerre. A DN14 főútról leágazó DN 141B megyei úton közelíthető meg.

## Népessége
1880-tól a népesség alábbiak szerint alakult:
| Lakosok száma | 4878 | 4559 | 4438 | 4705 | 4457 | 3936 | 2744 | 2995 | 2590 | 2239 |
|               | 1880 | 1900 | 1920 | 1941 | 1956 | 1977 | 1992 | 2002 | 2011 | 2021 |

A 2011-es népszámlálás adatai alapján a község népessége 2590 fő volt, melynek 71,58%-a román, 17,37%-a roma, 4,32%-a német és 3,51%-a magyar. Vallási hovatartozás szempontjából a lakosság 70,62%-a ortodox, 12,2%-a görög rítusú római katolikus, 6,1%_a pünkösdista, 3,9%-a ágostai evangélikus és 1,66%-a református.

## Nevezetességei
A község területéről az alábbi épületek szerepelnek a romániai műemlékek jegyzékében:
- berethalmi erődtemplom, a Világörökség része (SB-II-a-A-12328)
- berethalmi evangélikus parókia (SB-II-m-B-12329)
- Berethalom, Aurel Vlaicu utca 1. alatti lakóház, egykori gyógyszertár (SB-II-m-B-12331)
- Berethalom, Nicolae Balcescu utca 25. alatti lakóház (SB-II-m-B-12330)
- Nagykapus történelmi központja (SB-II-a-B-12362)
- nagykapusi erődtemplom (SB-II-a-A-12364)
- nagykapusi evangélikus parókia (SB-II-m-B-12363)
- Riomfalva történelmi központja (SB-II-a-B-12521)
- riomfalvi erődtemplom (SB-II-a-A-12522)

A fentieken kívül Berethalom falu egy meghatározott része falusi kultúrtájként szerepel a műemlékek között.

## Híres emberek
- Berethalmon születtek Georg Jeremias Haner erdélyi szász történész, evangélikus szuperintendens, Hermann Phleps művészettörténész, a népi építészet kutatója és Artur Phleps, a román hadsereg, majd a Waffen-SS tábornoka.
- Riomfalván élt és hunyt el Georg Meyndt(wd) (1852–1903) erdélyi szász költő.